# Helius (Helius) procerus
Helius (Helius) procerus is een tweevleugelige uit de familie steltmuggen (Limoniidae). De soort komt voor in het Oriëntaals gebied.